# Tulio Botero Salazar
Monsenhor Tulio Botero Salazar, C.M. (Manizales, 9 de março de 1904 - Medellín, 1 de março de 1981), foi um eclesiástico colombiano da Igreja Católica pertencente à Congregação da Missão. Foi bispo auxiliar da Arquidiocese de Cartagena das Índias, primeiro bispo da Diocese de Zipaquirá e arcebispo da Arquidiocese de Medellín.

## Vida e obra

### Primeiros anos
Nasceu em Manizales em 9 de março de 1904. Seus pais eram Francisco Botero Jaramillo e Maria Francisca Salazar Jaramillo, ambos pertencentes a famílias tradicionais caldenses de origem de Antioquia e primos entre eles. Sua mãe María Francisca era irmã do político, banqueiro e empresário Félix María Salazar Jaramillo.
Ele foi batizado na antiga Catedral de Manizales em 13 de março do mesmo ano com o nome de Francisco Tulio, pelo padre Benjamín Muñoz. Fez seus estudos primários com os Irmãos Maristas e seus estudos secundários com os Padres Lazaristas (Congregação da Missão) em Santa Rosa de Cabal. Após a morte de seu pai, ele se aposentou da Apostólica e estudou direito por um ano no Colégio del Rosario. Ingressou na comunidade dos padres lazaristas e iniciou o seminário interno (noviciado) em 27 de fevereiro de 1924, ingressando na comunidade por meio de votos em 1926.

### Sacerdócio
Foi ordenado sacerdote em Bogotá pelas mãos de Ismael Perdomo Borrero em 19 de dezembro de 1931. Até 1934 esteve em missão em Cundinamarca com o Padre Nicanor Cid. De 1934 a 1941, trabalhou no Seminário Popayán; de 1941 a 1948 foi diretor do Seminário Interno e Diretor de estudantes em Bogotá (sede da Congregação da Missão); simultaneamente, desde 1945, foi secretário particular da Nunciatura Apostólica. Em 1948 foi nomeado reitor do seminário de Tunja.

## Episcopado

### Bispo Auxiliar de Cartagena
Em 7 de maio de 1949, foi nomeado Bispo Titular de Marida e Bispo Auxiliar de Cartagena pelo Papa Pio XII. Foi consagrado em Manizales por Bernardo Botero Álvarez em 14 de agosto de 1949. Em Cartagena, permaneceu de 7 de setembro de 1949 a maio de 1952.

### Bispo de Zipaquirá
De Cartagena passou para a recém-criada Diocese de Zipaquirá, quando o Papa Pio XII, através da bula de 1 de maio de 1952, o nomeou seu primeiro bispo. Tomou posse canônica da Diocese em 15 de agosto do mesmo ano, iniciando assim a nova jurisdição eclesiástica.
Devido à sua grande devoção à Santíssima Virgem,  Botero pediu ao Santo Padre que a declarasse padroeira da nova Diocese, sob o título de Assunção; Pio XII, aceitando seu pedido, emitiu a Bula Pontifícia de 2 de agosto de 1952, pela qual designou a Santíssima Virgem da Assunção como Padroeira da Diocese.
Uma das prioridades de Botero para a nova Diocese foi o Seminário do Conselho; assim, em 8 de dezembro do mesmo ano, abençoou e lançou a primeira pedra para a construção de sua sede e, em 24 de fevereiro de 1953, inaugurou o Seminário Menor sob a direção dos Padres Vicentinos. Para contribuir para a solução dos problemas econômicos de alguns seminaristas, criou a Fundação São Pio X, e para ajudar o presbitério criou o Fundo de Ajuda ao Clero.
Seu interesse pela educação católica o levou a apoiar e incentivar a criação de Colégios Diocesanos na maioria das paróquias; seu amor por Maria e seu desejo de promover a piedade mariana levaram à organização do primeiro Congresso Mariano em agosto de 1954. Por causa de seu interesse pela formação espiritual dos fiéis, ele estabeleceu uma Casa Diocesana de Exercícios Espirituais chamada Casa de Maria Imaculada; também promoveu a fundação do Centro Social San José para a formação integral de trabalhadores; preocupado com os camponeses, criou a Casa Campesina Parroquial com estatutos próprios.
Em julho de 1956 organizou o primeiro Congresso Catequético diocesano com a participação de todas as paróquias, e encerrou seu trabalho pastoral na Diocese com a primeira semana pastoral em dezembro de 1957. 

### Arcebispo de Medellín
Em 8 de dezembro do mesmo ano foi nomeado para a Sé do Arcebispo de Medellín, do qual tomou posse em 2 de fevereiro de 1958.
Botero Salazar participou como padre conciliar nas quatro sessões do Concílio Vaticano II. Foi um dos quarenta bispos signatários do Pacto das catacumbas de Domitilla, pelo qual se comprometeu a ser solidário com os pobres assumindo um estilo de vida simples e renunciando a todos os símbolos de poder.
Em Medellín reformou a cúria arquidiocesana; construiu o atual prédio do Seminário Maior de Loreto; permitiu a entrada de várias comunidades religiosas; realizou o terceiro Sínodo diocesano. Teve Miguel Antonio Medina Medina e Octavio Betancourt Arango como bispos auxiliares, e Alfonso López Trujillo como arcebispo coadjutor, que mais tarde o sucedeu na Sé.
Ele estabeleceu 124 paróquias; ordenou pessoalmente 158 sacerdotes e os demais bispos ordenaram 45, ou seja, em sua administração foram ordenados 203 sacerdotes.
Promoveu a faculdade de teologia da Universidade Pontifícia Bolivariana e permitiu que os seminaristas estudassem nessa universidade, fundou o seminário para bacharéis que durou quarenta anos. Ele fundou a casa Pablo VI em 1971 e deu-lhe estatutos em 1977 para estudantes que tinham que trabalhar para sustentar suas famílias economicamente, mas que tinham vocação religiosa.

### Demissão e morte
Em 1979, depois de 21 anos à frente da sede episcopal de Medellín, sua renúncia foi aceita devido à idade. Faleceu em 1 de março de 1981.